# Gazania krebsiana
Gazania krebsiana es una especie de planta herbácea perteneciente a la familia  Asteraceae.  

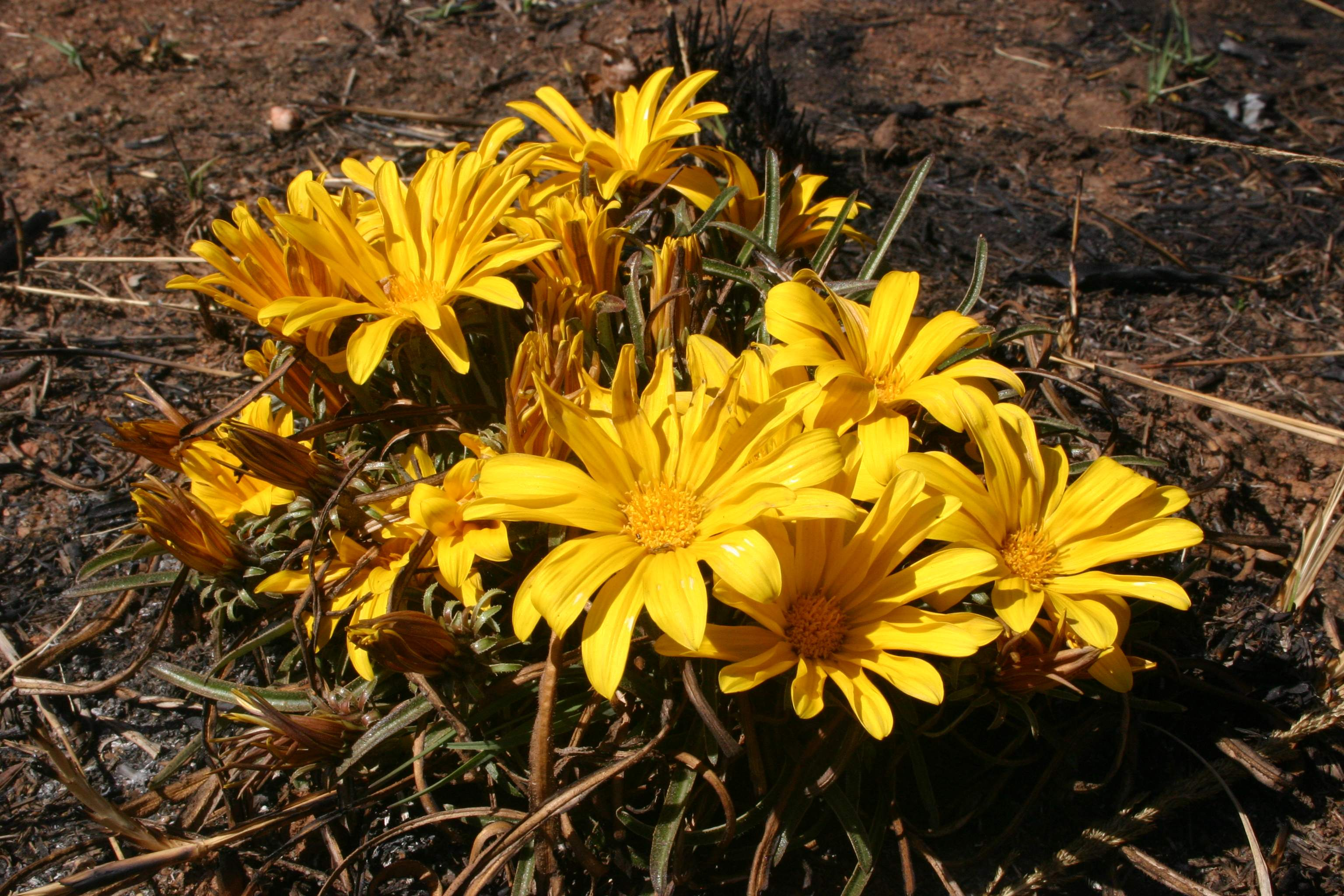
Flores

## Descripción
Esta especies es una planta herbácea perennifolia  muy vistosa cuando está en flor en gran parte debido al cálido y luminoso color de la flor, el tamaño de la flor y del período de floración prolongada. Las plantas son semi-decumbentes  y llegan a alcanzar  unos 150 mm de altura. Forman cubiertas vegetales con muchas plantas juntas que pueden dar un aspecto más bien como de alfombra, un espectáculo que es muy hermoso cuando está en flor. Individualmente forman penachos redondeados de alrededor de 200 mm de diámetro con un follaje muy distintivo. El sistema de raíces de G. krebsiana es bastante débil y consiste en una serie de raíces adventicias. Las raíces adventicias son bastante poco profundas, sólo alrededor de 250 mm de profundidad. Esta es una de las razones por las cuales estas plantas reaccionan tan bien a la lluvia y por lo tanto son consideradas como excelentes plantas pioneras.
Las hojas maduras son generalmente compuestas y se dividen en pequeños lóbulos estrechos, regulares, de alrededor de 4-6 en cada lado.  La hoja, incluyendo el pecíolo (pecíolo), puede alcanzar una longitud de 170 mm. Las inflorescencias miden 50-60 (-90) mm de diámetro. La parte superior de las flores liguladas (los floretes en el margen de un capítulo en las Asteraceae) es principalmente de color naranja o rojo oscuro, con manchas marrones oscuras en el cuarto inferior. En alguna literatura del color de la flor se conoce como la terracota, de ahí el nombre común, gazania terracota. Las marcas de color marrón oscuro pueden contener puntos negros o blancos, añadiendo más elocuencia a las flores. Florece desde agosto hasta enero alcanzando un pico en octubre y noviembre.

## Distribución
Distribución y Hábitat 
Gazania krebsiana tiene una gama muy amplia de distribución, principalmente en la región de lluvias de invierno de Sudáfrica. Prácticamente se encuentra en todas las provincias de Sudáfrica desde Namaqualand en el oeste hasta la Provincia del Cabo Oriental y KwaZulu-Natal.

## Ecología
Las plantas anuales que realmente complementan la gazania terracota, incluyen plantas como Ursinia speciosa, Ursinia cakilefolia, Dimorphotheca pluvialis, Dimorphotheca sinuata, Arctotis hirsuta, Felicia heterophylla, Felicia dubia, Senecio elegans y Senecio arenarius. Otras son plantas perennes como Arctotis stoechadifolia, Arctotis aspera, Felicia ameloides, Osteospermum fruticosum, Scabiosa incisa, Lobelia valida y Geranium incanum. Las plantas de compañía ideales son las suculentas en cojín sorprendentemente coloridas como Lampranthus multiradiatus, Lampranthus aureus, Ruschia caroli, Drosanthemum speciosum, Drosanthemum floribundum y Drosanthemum striatum. Todas estas especies florecen más o menos al mismo tiempo. Para jardines más pequeños estas plantas se pueden cultivar en contenedores rectangulares poco profundos o entre las rocas en una rocalla soleada. También es muy gratificante el uso de diferentes especies de Gazania. Ni siquiera podría ser necesario plantarlas cada año, ya que son capaces  aparecen espontáneamente cada año.

## Taxonomía
Gazania krebsiana fue descrita por Christian Friedrich Lessing y publicado en Synopsis Generum Compositarum 44. 1832.
Etimología
Gazania: nombre genérico que fue otorgado en honor de Teodoro Gaza (1398-1478), erudito italiano de origen griego y traductor de las obras de Teofrasto del griego al latín.
krebsiana: epíteto otorgado en honor del botánico Ludwig Engelhard Krebs.
Variedades aceptadas
- Gazania krebsiana subsp. arctotoides (Less.) Roessler
- Gazania krebsiana subsp. serrulata (DC.) Roessler

Sinonimia
- Gazania krebsiana var. krebsiana
- Gazania krebsiana subsp. krebsiana
- Gazania lineariloba DC.
- Gazania mucronata DC.
- Gazania oxyloba DC.
- Gazania varians DC.
- Meridiana krebsiana (Less.) Kuntze
- Meridiana lineariloba (DC.) Kuntze
- Meridiana mucronata (DC.) Kuntze
- Meridiana oxyloba (DC.) Kuntze
- Meridiana varians (DC.) Kuntze[4]